# Sphenomorphus haasi
Sphenomorphus haasi — вид сцинкоподібних ящірок родини сцинкових (Scincidae). Ендемік Малайзії. Вид названий на честь австрійсько-ізраїльського герпетолога Георга Гааса.

## Поширення і екологія
Sphenomorphus haasi мешкають в штаті Саравак на заході Калімантану. Вони живуть у вологих тропічних лісах. Живляться безхребетними, відкладають яйця.